# Bacopa monosticta
Bacopa monosticta là một loài thực vật có hoa trong họ Mã đề. Loài này được (Schltl.) Pennell mô tả khoa học đầu tiên năm 1946.